# مدرسه سن لویی
مدرسهٔ سَن لویی (به فرانسوی: Saint Louis) یک مدرسه در تهران بود که در سال ۱۸۶۲ م. (۱۲۴۰ ه‍.خ) توسط لازاریست‌ها که مسیحیانی از فرقهٔ کاتولیک هستند، ساخته شد.
در این مدرسه برای دانش‌آموزان مقاطع دبستان و دبیرستان کلاس‌ها به زبان فارسی و فرانسوی ارائه می‌شدند. این مدرسه پسرانه بود، اما موفقیت آن باعث شکل گرفتن مدرسهٔ دخترانهٔ مشابهی با نام مدرسه ژاندارک شد. مدرسهٔ سن لویی که به خاطر منش و روش متفاوت آموزگارانش از دیگر مدارس متمایز بود، در یک برههٔ زمانی با بیش از ۱۵۰ دانش‌آموز بزرگترین مدرسهٔ تهران بود. برخی از ادبا و روشنفکران تاریخ معاصر ایران همچون نیما یوشیج، صادق هدایت، علینقی وزیری و پرویز ناتل خانلری در این مدرسه تحصیل کرده‌اند. در سال ۱۳۵۲ ه‍.خ این مدرسه با مدرسه رازی ادغام شد.

## تاریخچه
در دوران حکومت کریم خان زند که روابط ایران و فرانسه خوب بود، به گروهی از مبلغین مذهبی کاتولیک لازاریست اجازهٔ احداث مدارس کاتولیک در ایران داده شد. لازاریست‌ها ابتدا در سال ۱۸۳۸ در نزدیکی ارومیه مستقر شدند و اولین مدرسه‌ها را در دوران حکومت محمدشاه قاجار در حوالی ارومیه و تبریز برای ارامنه و آشوریان باز کردند. (اوژن بوره، مبلغ مذهبی شهیر فرانسوی، در گشودن مدرسهٔ تبریز نقش چشمگیری داشت). اولین این مدارس در روستای خسروآباد (در حوالی سلماس که در آن زمان تقریباً تمام جمعیتش مسیحی بودند) و در سال ۱۸۴۰ افتتاح شد. پس از آن ده‌ها مدرسهٔ پسرانه و دخترانهٔ مسیحی دیگر نیز در منطقهٔ آذربایجان تأسیس شدند. در سال ۱۸۶۳ شعبه‌ای دخترانه از این مدرسه، در منطقهٔ جلفا در اصفهان باز شد و در سال ۱۸۷۵ شعبهٔ پسرانه‌ای هم در همین شهر آغاز به کار کرد. تخمین زده می‌شود که در آن دوران حدود ۴۰٬۰۰۰ مسیحی در نواحی ارومیه و کردستان، ۳۴٬۰۰۰ تن در تبریز، ۷٬۰۰۰ تن در جلفای اصفهان و چند هزار مسیحی دیگر هم در تهران و شهرهای دیگر ایران می‌زیستند، که بسیاری از ایشان کاتولیک بودند. اگر چه این مدارس بیشتر برای ارامنه و آشوریان بودند، مسلمانان نیز در این مدارس تحصیل می‌کردند، و اگر چه بیشتر مطالب به زبان فرانسوی ارائه می‌شد اما گاهی تاریخ و جغرافیا و ادبیات فارسی نیز در آن‌ها تدریس می‌شد. هدف از احداث این مدارس، ترغیب ایرانیان ارمنی‌تبار (که عمدتاً پیرو فرقه ارتودکس بودند) و آشوریان ایران (که عموماً پیرو کلیسای مشرق یا لوتریانیسم بودند) به پیوستن به فرقهٔ کاتولیک ذکر شده‌است.
مدرسهٔ سن لویی در مارس ۱۸۶۲ م. (۱۲۴۰ ه‍.خ) در منطقهٔ لاله‌زار در تهران احداث شد. این مدرسه پسرانه بود و در سال اول تنها ۱۵ دانش‌آموز مسیحی و مسلمان در مقطع اول تا پنجم دبستان داشت. البته بعدها و از سال ۱۹۱۳ م. کلاس‌های مقطع متوسطه (دبیرستان) نیز در مدرسهٔ سن لویی تدریس شد (ابتدا فقط برای کلاس ششم و هفتم، و سپس برای کلاس‌های ششم تا نهم). کنت آرتور دو گوبینو مبلغ مذهبی فرانسوی که در آن زمان در دربار قاجار بود، مشوق تأسیس این مدرسه بود. همچنین در سال ۱۸۶۵ م. قسمت دخترانه‌ای هم (با نام مدرسهٔ ژاندارک) به آن افزوده شد. در سال‌های ابتدایی، شاگردان مدرسهٔ سن لویی اندک بودند و بیشتر از ارامنه و آشوری‌ها بودند اما در سال‌های بعدی، وزارت فرهنگ بودجه‌ای به این مدارس تخصیص داد و تعداد دانش‌آموزان مسلمان از ارامنه و آشوری‌ها بیشتر شد. در سال‌های بعد، مدارس خارجی دیگری نیز در ایران تأسیس شدند چنانکه تعدادشان به مراتب از مدارس ایرانی بیشتر بود. بسیاری از رجال و زمامداران آن دوره در همین مدارس تحصیل کردند. با وقوع جنگ جهانی اول، بسیاری از این مدارس و از جمله مدرسهٔ سن لویی تعطیل شدند؛ اما پس از پایان جنگ، برخی از آن‌ها از جمله مدرسهٔ سن لویی فعالیت خود را از سر گرفتند.
در سال ۱۳۱۹ ه‍.خ رضاشاه دستور داد که تمام مدارسی که نام غیر ایرانی دارند، تغییر نام بدهند. در نتیجه، نام مدرسه سن لویی به «مدرسهٔ طهران» تغییر یافت و «مدرسهٔ ژاندارک» نیز «مدرسهٔ منوچهری» نامیده شد. اما پس از رضاشاه این قانون لغو شد و در نتیجه، این مدارس با هر دو نام مشهور ماندند. در مقایسه با مدرسه‌های دیگری که لازاریست‌ها تأسیس کردند، مدرسه‌های سن لویی و ژاندارک بیشتر روی آموزش علوم و زبان فرانسوی تمرکز داشتند و کمتر روی آموزش‌های دینی.
در سال‌های آتی، تدریس زبان فارسی در این مدرسه رواج بیشتری یافت چنان‌که از سال ۱۳۲۸ ه‍.خ که مدیریت مدرسه به پدر روحانی لوکوندر محول شد، کلاس صبح‌ها به زبان فرانسوی و بعد از ظهرها به زبان فارسی تدریس می‌شد. در پایان کلاس ششم دبستان، دانش‌آموزان باید دو آزمون (یکی به فارسی و یکی به فرانسوی) پشت سر می‌گذاشتند تا مدرک اتمام دورهٔ ابتدایی را دریافت کنند. دانش‌آموزانی که در هر دو آزمون موفق می‌شدند، اجازه می‌یافتند که سال‌های هفتم تا نهم دورهٔ متوسطه را بگذرانند که در آن ادبیات و تاریخ و جغرافیای ایران توسط معلمان فارسی و ریاضیات و فیزیک و شیمی و علوم تجربی به زبان فرانسوی توسط مبلغین کاتولیک فرانسوی تدریس می‌شد. در پایان سال نهم یک امتحان نهایی دیگر برگزار می‌شد. دانش‌آموزانی که در امتحان نهایی سال ششم فقط از آزمون فارسی سربلند بیرون می‌آمدند در سال‌های هفتم تا نهم فقط به فارسی تعلیم داده می‌شدند، اما می‌توانستند برای آزمون فرانسوی کلاس ششم دوباره تلاش کنند.
بعد از جنگ جهانی دوم و در زمان حکومت محمدرضا پهلوی، مدرسهٔ سن لویی تهران از لاله‌زار به محل دیگری در عباس‌آباد منتقل شد. در سال ۱۳۵۲ ه‍.خ مدرسهٔ سن لویی با مدرسهٔ رازی ادغام شد و حاصل این ادغام، دبستان و دبیرستان رازی بود که در خیابان ولیعصر تهران به فعالیت ادامه دادند.

## ساختمان

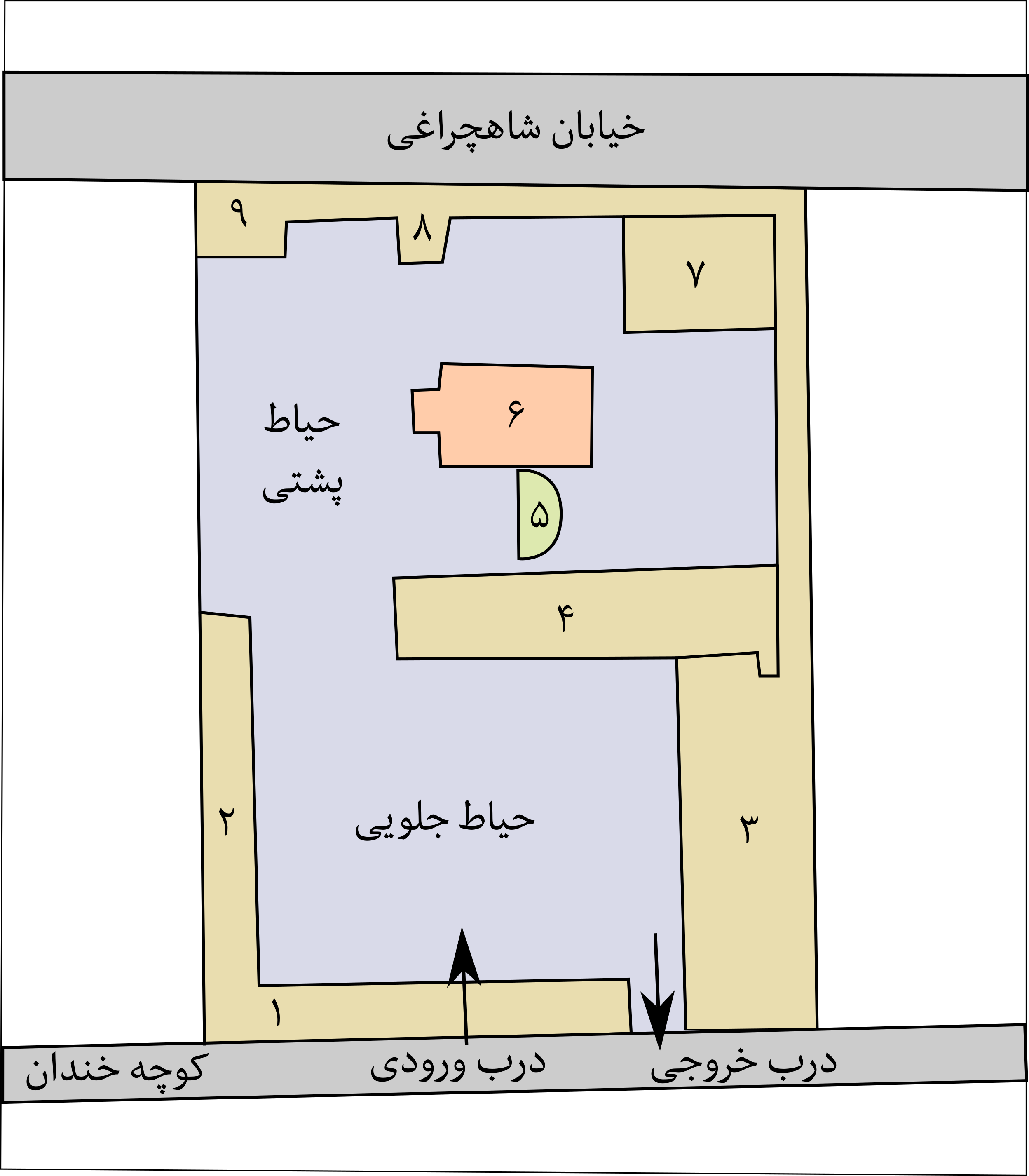
نمای شماتیک از نقشه مدرسهٔ سن لویی واقع در مجموعهٔ شعاع السلطنه. خیابان شاهچراغی و کوچه خندان هر دو از غرب به خیابان فردوسی و از شرق به خیابان لاله‌زار می‌رسند. موارد شماره‌گذاری شده: ۱) بیرونی، ۲ و ۳) کلاس‌ها، ۴) اندرونی، ۵) مجسمه مریم مقدس، ۶) کلیسا، ۷) خانهٔ مسکونی برای کشیشان، ۸) حمام و دستشویی، ۹) خانهٔ دربان.

مدرسهٔ سن لویی پس از سال ۱۹۰۹ م. به «مجموعهٔ شعاع السلطنه» منتقل شد. این مجموعه که در فاصلهٔ یک کیلومتری از ضلع شمالی میدان توپخانه، بین خیابان‌های لاله‌زار و فردوسی قرار داشت، حدود چهارهزار متر مربع مساحت داشت. این مجموعهٔ اعیانی، با هدف سکونت خانواده‌ها احداث شده بود و بخش‌های مختلف آن را برای مدرسه تغییر کاربری دادند. در دههٔ ۱۳۴۰ ه‍.خ، این ساختمان به روزنامهٔ کیهان فروخته شد و به کلی تخریب شد، و اینک به جز چندین عکس اثری از آن باقی نمانده‌است. این مجموعه شامل چهار قسمت اصلی بود که عبارت بودند از شاه‌نشین، اتاق پذیرایی و هفت دری، اندرونی و بیرونی. شاه‌نشین در سمت شمالی ساختمان بود و کلاس‌های فارسی در آن برگزار می‌شد اما بعداً تخریب شد و آبخوری مدرسه را به جای آن ساختند. عمارت هفت دری که به آن پاویون هم گفته می‌شد، محل پذیرایی از مهمانان بود، اما بعداً تغییر کاربری یافت و کلاس‌های سال بالاتر فرانسوی آنجا تدریس می‌شد. ساختمان اندرونی ستون‌هایی شبیه به ساختمان هفت دری داشت و قبل از سال ۱۳۳۰ ه‍.خ کاملاً تخریب شده بود. ساختمان بیرونی نیز تبدیل به ورودی مدرسه شده بود و بسیاری از کلاس‌ها و نیز غذاخوری مدرسه در آن قرار داشتند.
علاوه بر این چهار بخش اصلی، در سمت شمال شرقی مدرسه یک ساختمان مسکونی برای اقامت کشیشان و پدران روحانی وجود داشت. همچنین یک کلیسا در این مجموعه وجود داشت که حدود ۵۰ نفر ظرفیت داشت و در سمت راست آن مجسمه‌ای از مریم مقدس قرار داشت.

## ویژگی‌ها
سن لویی در زمان تأسیسش بزرگترین مدرسهٔ تهران بود و رفتار و منش آموزگاران مدرسهٔ سن لویی، آن را از مدارس دیگر متمایز می‌کرد. تنبیه بدنی که در آن زمان در مدارس ایران رواج داشت، در مدرسهٔ سن لویی به کار نمی‌رفت. همچنین، مدرسه در زمان‌های بحران به افراد بحران‌زده کمک می‌کرد. یک وجه مشخصهٔ دیگر مدرسه، نحوهٔ تأمین هزینه‌ها بود. به جز دریافت شهریه، مدرسه از چند طریق دیگر تأمین بودجه می‌کرد. بنیاد خیریه مزون مر که در پاریس واقع بود، بخشی از هزینه‌های مدرسه را می‌پرداخت، و دولت‌های فرانسه و ایران هم (اولی سالی ۱۰۰۰ فرانک و دومی سالی ۲۰۰ تومان) به مدرسه کمک می‌کردند. همچنین، دانش‌آموزان بی‌بضاعت اجازه داشتند که به‌طور رایگان در مدرسه تحصیل کنند و وزارت معارف در حمایت از این هدف اعانه‌ای به مدرسه اعطا می‌کرد. شرط پذیرش رایگان دانش‌آموزان عبارت بود از نداشتن استطاعت مالی و دارا بودن سوابق مثبت آموزشی، که مدرسه برای همین منظور هر ماهه صورتی از ورقهٔ تحصیلی شاگردان را به وزارت معارف ارسال می‌کرد.

## معلمان و شاگردان
مدرسهٔ سن لویی در زمان تأسیس تنها ۱۵ دانش‌آموز داشت، اما تا سال ۱۹۱۱ م. شمار دانش‌آموزانش به ۳۵۰ نفر رسید. از معلمان شاخص این مدرسه می‌توان به سعید نفیسی و نظام وفا آرانی اشاره کرد؛ نیما یوشیج مجموعهٔ افسانه را (که مانیفست شعر نوی فارسی دانسته می‌شود) به معلمش نظام وفا تقدیم کرد.
برخی از شاگردان شاخص این مدرسه عبارت بودند از: غلامرضا رشید یاسمی، پل آبکار، داود پیرنیا، علی سهیلی، عبدالحسین صدیق اسفندیاری، مسیح دانشوری، موسی نوری اسفندیاری، پرویز ناتل خانلری، محمد حجازی، صادق هدایت، نیما یوشیج، علینقی وزیری، شمس‌الدین امیرعلایی، پژمان بختیاری، و داریوش شایگان.

## برای مطالعهٔ بیشتر
- سکالشفر، فرهاد (۱۳۹۳). معجزه در سن‌لویی. تهران: مرزهای نو. شابک ۹۷۸-۹۶۴-۹۶۸۳۲-۷-۰.